# Pensacola
Pensacola è la città più occidentale del "Panhandle" della Florida, a circa 13 miglia (21 km) dal confine con l'Alabama ed è il capoluogo della contea di Escambia, nello Stato della Florida. Al censimento del 2010, la città aveva una popolazione totale di 51 923 abitanti, in calo rispetto ai 56 255 abitanti del censimento del 2000. Pensacola è la città principale dell'area metropolitana di Pensacola che nel 2012 contava 461 227 abitanti.
Il porto marittimo di Pensacola si trova sulla baia, è protetto dall'isola barriera di Santa Rosa e si collega al golfo del Messico. Una grande United States Naval Air Station, la prima negli Stati Uniti, si trova a sud-ovest di Pensacola, vicino a Warrington; è la base del team di dimostrazione di volo Blue Angels e del National Naval Aviation Museum. Il campus principale della University of West Florida si trova a nord del centro della città.
L'area era originariamente abitata da popoli di lingue muskogean. La tribù dei Pensacola viveva lì al momento dei contatti europei, e la tribù dei Creek visitava e commerciava spesso dall'Alabama meridionale attuale. L'esploratore spagnolo Tristan de Luna y Arellano fondò un insediamento di breve durata nel 1559. Nel 1698 gli spagnoli fondarono un presidio nell'area, da cui gradualmente si sviluppò la città moderna. L'area è passata di mano molte volte quando le potenze europee hanno gareggiato nel Nord America. Durante il dominio britannico della Florida (1763-1781), le fortificazioni furono rafforzate.
È soprannominata "la città delle cinque bandiere" (The City of Five Flags), a causa dei cinque governi che l'hanno governata durante la sua storia: le bandiere di Spagna (Castiglia), Francia, Gran Bretagna, Stati Uniti d'America e Stati Confederati d'America. Altri soprannomi sono "le spiagge più bianche del mondo" (World's Whitest Beaches) (a causa della sabbia bianca delle spiagge del panhandle della Florida), "culla dell'aviazione navale" (Cradle of Naval Aviation), "porta occidentale allo stato del sole" (Western Gate to the Sunshine State), "primo insediamento americano" (America's First Settlement), "Costa Smeralda" (Emerald Coast), "capitale mondiale del dentice rosso" (Red Snapper Capital of the World) e "P-Cola". West Pensacola. 

## Geografia fisica
Secondo lo United States Census Bureau, ha un'area totale di 40,7 mi² (105,41 km²).

## Società

### Evoluzione demografica
Secondo il censimento del 2010, la popolazione era di 51 923 abitanti.

### Etnie e minoranze straniere
Secondo il censimento del 2010, la composizione etnica della città era formata dal 66,3% di bianchi, il 28,0% di afroamericani, lo 0,6% di nativi americani, il 2,0% di asiatici, lo 0,1% di oceaniani, lo 0,7% di altre etnie, e il 2,3% di due o più etnie. Ispanici o latinos di qualunque etnia erano il 3,3% della popolazione.

## Infrastrutture e trasporti
La città è servita dall'Aeroporto Internazionale di Pensacola.

## Amministrazione

### Gemellaggi
Secondo Sister Cities International, Pensacola ha le seguenti città gemellate:
- Isla Mujeres[7]
- Chimbote
- Escazú
- Gero
- Horlivka
- Miraflores
- Kaohsiung
- Macharaviaya